# El Rubio, Spanien
El Rubio är en ort i Spanien.   Den ligger i provinsen Provincia de Sevilla och regionen Andalusien, i den södra delen av landet, 400 km söder om huvudstaden Madrid. El Rubio ligger 207 meter över havet och antalet invånare är 3 557.
Terrängen runt El Rubio är huvudsakligen platt, men åt sydost är den kuperad. Runt El Rubio är det ganska tätbefolkat, med 80 invånare per kvadratkilometer. Närmaste större samhälle är Estepa, 12,0 km sydost om El Rubio. Trakten runt El Rubio består till största delen av jordbruksmark.